# Quincy Acy
Quincy Jyrome Acy (Tyler, Texas, 6 de octubre de 1990) es un baloncestista estadounidense que pertenece a la plantilla del Olympiacos B.C. de la A1 Ethniki griega. Con 2,01 metros de estatura, juega en la posición de ala-pívot.

## Trayectoria deportiva

### Universidad
Jugó cuatro temporadas con los Bears de la Universidad Baylor, en las que promedió 9,9 puntos, 5,9 rebotes y 1,3 tapones por partido. En su temporada júnior fue elegido mejor sexto hombre de la Big 12 Conference tras promediar 12,4 puntos y 7,6 rebotes por partido saliendo desde el banquillo, y al año siguiente fue incluido en el mejor quinteto defensivo de la conferencia y en el segundo mejor absoluto.

### Profesional
Fue elegido en la trigésimo séptima posición del Draft de la NBA de 2012 por los Toronto Raptors, con los que debutó el 7 de noviembre ante Dallas Mavericks. El 6 de diciembre de 2012, fue asignado a los Bakersfield Jam de la NBA Development League. El 12 de diciembre de 2012, fue rescatado. El 4 de marzo de 2013, fue reasignado a los Bakersfield Jam. Fue rescatado el 26 de marzo de 2013, finalizó la temporada con 4,0 puntos y 2,7 rebotes en 11,8 minutos por partido.
El 8 de diciembre de 2013, fue traspasado junto con Rudy Gay y Aaron Gray, a los Sacramento Kings, a cambio de Chuck Hayes, Greivis Vásquez, Patrick Patterson y John Salmons.
El 6 de agosto de 2014, fue traspasado junto con Travis Outlaw, a los New York Knicks a cambio de Wayne Ellington, Jeremy Tyler y una selección de segunda ronda para el draft de 2015.
[actualizar]

## Estadísticas de su carrera en la NBA

### Temporada regular
| Año     | Equipo     | PJ  | PT | MPP  | %TC  | %3P  | %TL  | RPP | APP | ROB | TPP | PPP |
| ------- | ---------- | --- | -- | ---- | ---- | ---- | ---- | --- | --- | --- | --- | --- |
| 2012-13 | Toronto    | 29  | 0  | 11.8 | .560 | .500 | .816 | 2.7 | .4  | .4  | .5  | 4.0 |
| 2013-14 | Toronto    | 7   | 0  | 8.7  | .429 | .400 | .625 | 2.1 | .6  | .6  | .4  | 2.7 |
| 2013-14 | Sacramento | 56  | 0  | 14.0 | .472 | .200 | .667 | 3.6 | .4  | .3  | .4  | 2.7 |
| 2014-15 | New York   | 68  | 22 | 18.9 | .459 | .300 | .784 | 4.4 | 1.0 | .4  | .3  | 5.9 |
| 2015-16 | Sacramento | 59  | 29 | 14.8 | .556 | .388 | .735 | 3.2 | .5  | .5  | .4  | 5.2 |
| 2016-17 | Dallas     | 6   | 0  | 8.0  | .294 | .125 | .667 | 1.3 | .0  | .0  | .0  | 2.2 |
| 2016-17 | Brooklyn   | 32  | 1  | 15.9 | .425 | .434 | .754 | 3.3 | .6  | .4  | .5  | 6.5 |
| 2017-18 | Brooklyn   | 70  | 8  | 19.4 | .356 | .349 | .817 | 3.7 | .8  | .5  | .4  | 5.9 |
| Total   | Total      | 327 | 60 | 16.1 | .447 | .356 | .761 | 3.5 | .6  | .4  | .4  | 5.0 |